# Уставный капитал
Уста́вный капита́л — актив, принадлежащий участникам общества. Есть различные теоретические концепции, которые легли в основу определения значения уставного капитала. Глушецкий Андрей Анатольевич в своей работе «Уставный капитал: стереотипы и их преодоление» рассматривает три теоретические концепции: имущественную, эмиссионную и номинальную. Согласно имущественной концепции следует, что уставной капитал — это часть активов общества, которая сформировалась за счет вкладов его участников. Эмиссионная концепция рассматривает уставный капитал как доли, которые принадлежат участникам хозяйственного общества. Номинальная концепция определяет уставный капитал как некую абстрактную величину, зафиксированную в уставе, которая используется для установления некоторых соотношений, нахождения оптимальных значений экономических параметров для успешного функционирования фирмы.

## Законодательство в России
Для ведения бухгалтерского учёта предназначен счёт 75 «Расчёты с учредителями» (Приказ Минфина от 31.10.2000 № 94н).
- Минимальный размер уставного капитала (фонда) составляет:
  - для общества с ограниченной ответственностью — 10 000 рублей[2];
  - для непубличного акционерного общества — 10 000 рублей[3];
  - для публичного акционерного общества — 100 000 рублей[3];
  - для государственного предприятия — 500 000 рублей[4];
  - для муниципального унитарного предприятия — 100 000 рублей[4];
  - для вновь регистрируемого банка с универсальной лицензией — 1 млрд рублей[5];
  - для вновь регистрируемого банка с базовой лицензией — 300 млн рублей[5];
  - для вновь регистрируемой небанковской кредитной организации, за исключением минимального размера уставного капитала вновь регистрируемой небанковской кредитной организации — центрального контрагента — 90 млн рублей[5];
  - для вновь регистрируемой небанковской кредитной организации — центрального контрагента — 300 млн рублей[5].

Вкладом в уставный капитал могут быть денежные средства, ценные бумаги, различные материальные ценности или имущественные права, имеющие денежную оценку. Срок оплаты доли в уставном капитале общества с ограниченной ответственностью не может превышать четырёх месяцев с момента государственной регистрации общества.
Для акционерного общества также допускается государственная регистрация без оплаты уставного капитала, причём не менее 50 % уставного капитала должно быть оплачено в течение трёх месяцев с момента государственной регистрации, а полная оплата должна состояться в течение одного года с момента государственной регистрации.
Федеральный закон «Об обществах с ограниченной ответственностью» № 14-ФЗ от 08.02.1998 года, с изменениями и дополнениями, вступившими в силу с 01.01.2017 года, указывает на обязательность внесения минимального размера уставного капитала ООО в денежной форме (Фед.закон уже это не требует).
При внесении вклада в уставный капитал имуществом необходимо заключение независимого оценщика о стоимости передаваемого имущества.
Учредители не имеют права изменить вид передаваемого имущества, его стоимость или порядок передачи без изменения учредительных документов. При выходе из общества участнику (учредителю) возмещается его доля в уставном капитале, не позже чем спустя 6 месяцев после окончания финансового года. Право участников общества с ограниченной ответственностью на выход должно быть закреплено в уставе, в противном случае выход не допускается.
Для государственных и муниципальных предприятий в России аналогом понятия уставный капитал является Уставный фонд.

## Законодательство Китая
В Китае управление уставным капиталом регламентируется «Законом КНР о компаниях».

## Законодательство Украины
Для расчёта минимального уставного капитала применяется минимальная заработная плата.
Увеличение размера минимальной заработной платы не означает обязательного увеличения уставного фонда. Размер его устанавливается исходя из уровня минимальной заработной платы на момент регистрации.
Минимальный уставный капитал, определённый Законом Украины «О хозяйственных обществах» от 19.09.91 г. № 1576-XII для акционерного общества (АО), общества с ограниченной ответственностью (ООО), общества с дополнительной ответственностью (ОДО):
- для общества с ограниченной ответственностью и ОДО — Законом Украины № 1759-VI от 15.12.2009 г. внесены изменения в ст. 52 Закона Украины «О хозяйственных обществах» (№ 1576-XII от 19.09.1991 г.).

В соответствии с новой редакцией ст. 52 Закона о хозяйственных обществах минимальный уставный капитал Общества с ограниченной ответственностью должен составлять сумму не менее одной минимальной заработной платы, действующей на момент создания ООО. С 01.01.2010 г. размер минимальной зарплаты (а соответственно и сумма минимального уставного капитала ООО) составляет 869 гривен.
Ранее минимальный уставный капитал ООО должен был составлять сумму не менее 100 минимальных зарплат;
- для АО — 1250 минимальным заработным платам, исходя из ставки минимальной заработной платы, действующей на момент создания акционерного общества.

С июня 2011 года убраны минимальные пороги уставного капитала. Некоторые изменения произошли и в процессе его формирования. Уставный капитал формируется в 100 % размере деньгами либо имуществом, после регистрации ООО, на протяжении года.